# Fontana Liri
Fontana Liri es una localidad y comune italiana de la provincia de Frosinone, en el Valle Latino, región de Lacio, con 3.096 habitantes.

## Evolución demográfica
| Gráfica de evolución demográfica de Fontana Liri entre 1861 y 2001 |
|                                                                    |
| Fuente ISTAT - elaboración gráfica de Wikipedia                    |